# Slovenska slovnica
Slovenska slovnica je sistem pravil o jezikovnih sredstvih in njihovih odnosih v slovenščini.

## Samostalnik
Samostalniku je v slovenščini mogoče določiti spol, sklon, število in sklanjatev.

### Sklanjanje
V slovenskem sklanjanju se samostalniku dodajajo končnice (obrazila), sam samostalnik se le redko spremeni - to se zgodi na primer pri samostalniku pes (v rodilniku "psa", v dajalniku "psu"). Slovenščina pozna šest sklonov: imenovalnik, rodilnik, dajalnik, tožilnik, mestnik in orodnik.
V slovenščini je osem sklanjatev: tri moške, tri ženske in dve srednji. Kam spada kateri samostalnik se najlažje določi po končnici samostalnika v rodilniku.
Za pomoč pri sklanjanju se po navadi uporablja vprašalnice, na katere se odgovarja s samostalnikom v ustreznem sklonu.

#### Moške sklanjatve

##### Prva moška sklanjatev (rodilnik -a)
* Tožilnik ednine je pri samostalnikih, ki pomenijo ljudi in živali, enak rodilniku, pri besedah za rastline in stvari pa je enak imenovalniku.
| Skloni         | Vprašalnice          | ednina            | dvojina    | množina    |
| 1. imenovalnik | kdo ali kaj?         | stol / slon       | stola      | stoli      |
| 2. rodilnik    | koga ali česa?       | stola / slona     | stolov     | stolov     |
| 3. dajalnik    | komu ali čemu?       | stolu / slonu     | stoloma    | stolom     |
| 4. tožilnik    | koga ali kaj?        | stol /slona *     | stola      | stole      |
| 5. mestnik     | pri kom ali pri čem? | pri stolu / slonu | pri stolih | pri stolih |
| 6. orodnik     | s kom ali s čim?     | s stolom / slonom | s stoloma  | s stoli    |

##### Druga moška sklanjatev (rodilnik -e)
Sem spadajo samostalniki moškega spola, ki se končajo na -a (vodja, sluga, pismonoša, Miha). Ta sklanjatev je zato enaka 1. ženski sklanjatvi, lahko pa se tovrstni samostalniki sklanjajo tudi po prvi moški sklanjatvi.
| Skloni         | Vprašalnice          | ednina      | dvojina      | množina      |
| 1. imenovalnik | kdo ali kaj?         | vojvoda     | vojvodi      | vojvode      |
| 2. rodilnik    | koga ali česa?       | vojvode     | vojvod       | vojvod       |
| 3. dajalnik    | komu ali čemu?       | vojvodi     | vojvodama    | vojvodam     |
| 4. tožilnik    | koga ali kaj?        | vojvodo     | vojvodi      | vojvode      |
| 5. mestnik     | pri kom ali pri čem? | pri vojvodi | pri vojvodah | pri vojvodah |
| 6. orodnik     | s kom ali s čim?     | z vojvodo   | z vojvodama  | z vojvodami  |

##### Tretja moška sklanjatev
Vanjo spadajo okrajšave in glasovi.
| Skloni         | Vprašalnice              | Sklanjanje (NUK) |
| 1. imenovalnik | kdo ali kaj?             | NUK              |
| 2. rodilnik    | koga ali česa?           | NUK-a            |
| 3. dajalnik    | komu ali čemu?           | NUK-u            |
| 4. tožilnik    | koga ali kaj?            | NUK-a            |
| 5. mestnik     | (pri) kom ali (pri) čem? | (pri) NUK-u      |
| 6. orodnik     | (s) kom ali (s) čim?     | (z) NUK-om       |

#### Ženske sklanjatve

##### Prva ženska sklanjatev (rodilnik -e)
Vključuje samostalnike ženskega spola, ki imajo v imenovalniku končnico -a, v rodilniku pa -e. 
| Skloni         | Vprašalnice          | ednina          | dvojina           | množina           |
| 1. imenovalnik | kdo ali kaj?         | miza / žena     | mizi / ženi       | mize / žene       |
| 2. rodilnik    | koga ali česa?       | mize / žene     | miz / žen (žena)  | miz / žen (žena)  |
| 3. dajalnik    | komu ali čemu?       | mizi / ženi     | mizama / ženama   | mizam / ženam     |
| 4. tožilnik    | koga ali kaj?        | mizo / ženo     | mizi / ženi       | mize / žene       |
| 5. mestnik     | pri kom ali pri čem? | pri mizi / ženi | pri mizah / ženah | pri mizah / ženah |
| 6. orodnik     | s kom ali s čim?     | z mizo / ženo   | z mizama / ženama | z mizami / ženami |

##### Druga ženska sklanjatev (-i)
Obsega samostalnike ženskega spola, ki imajo v rodilniku končnico -i.
| Skloni         | Vprašalnice          | ednina   | dvojina   | množina   |
| 1. imenovalnik | kdo ali kaj?         | vas      | vási      | vasí      |
| 2. rodilnik    | koga ali česa?       | vasí     | vasí      | vasí      |
| 3. dajalnik    | komu ali čemu?       | vási     | vaséma    | vasém     |
| 4. tožilnik    | koga ali kaj?        | vas      | vási      | vasí      |
| 5. mestnik     | pri kom ali pri čem? | pri vási | pri vaséh | pri vaséh |
| 6. orodnik     | s kom ali s čim?     | z vasjó  | z vaséma  | z vasmí   |

##### Tretja ženska sklanjatev
Sem spadajo ženska lastna imena, ki se končajo na soglasnik.
| Skloni         | Vprašalnice          | ed. - dv. - mn. |
| 1. imenovalnik | kdo ali kaj?         | Ines            |
| 2. rodilnik    | koga ali česa?       | Ines            |
| 3. dajalnik    | komu ali čemu?       | Ines            |
| 4. tožilnik    | koga ali kaj?        | Ines            |
| 5. mestnik     | pri kom ali pri čem? | pri Ines        |
| 6. orodnik     | s kom ali s čim?     | z Ines          |

#### Srednja sklanjatev

##### Navadna srednja sklanjatev (-a)
V navadno srednjo sklanjatev spadajo samostalniki srednjega spola.
| Skloni         | Vprašalnice          | ednina   | dvojina   | množina   |
| 1. imenovalnik | kdo ali kaj?         | okno     | okni      | okna      |
| 2. rodilnik    | koga ali česa?       | okna     | oken      | oken      |
| 3. dajalnik    | komu ali čemu?       | oknu     | oknoma    | oknom     |
| 4. tožilnik    | koga ali kaj?        | okno     | okni      | okna      |
| 5. mestnik     | pri kom ali pri čem? | pri oknu | pri oknih | pri oknih |
| 6. orodnik     | s kom ali s čim?     | z oknom  | z oknoma  | z okni    |

##### Posebna srednja sklanjatev (-ega)
V posebno srednjo sklanjatev spadajo zemljepisna imena, ki so izpeljana iz pridevnikov.
| Skloni         | Vprašalnice          | Sklanjanje (Krško) |
| 1. imenovalnik | kdo ali kaj?         | Krško              |
| 2. rodilnik    | koga ali česa?       | Krškega            |
| 3. dajalnik    | komu ali čemu?       | Krškemu            |
| 4. tožilnik    | koga ali kaj?        | Krško              |
| 5. mestnik     | pri kom ali pri čem? | pri Krškem         |
| 6. orodnik     | s kom ali s čim?     | s Krškim           |

## Glagol

### Spreganje
Spreganje se, prav tako kot sklanjanje, v slovenščini opravlja z dodajanjem končnic (obrazil) k besedi, v tem primeru h glagolu.

#### Preteklik

##### Moški spol (on)
| učiti        | Ednina        | Dvojina        | Množina        |
| Prva oseba   | (sem) se učil | (sva) se učila | (smo) se učili |
| Druga oseba  | (si) se učil  | (sta) se učila | (ste) se učili |
| Tretja oseba | se (je) učil  | (sta) se učila | (so) se učili  |

##### Ženski spol (ona)
| učiti        | Ednina         | Dvojina        | Množina        |
| Prva oseba   | (sem) se učila | (sva) se učili | (smo) se učile |
| Druga oseba  | (si) se učila  | (sta) se učili | (ste) se učile |
| Tretja oseba | se (je) učila  | (sta) se učili | (so) se učile  |

#### Sedanjik

##### Moški spol (on)
| učiti        | Ednina  | Dvojina  | Množina  |
| Prva oseba   | se učim | se učiva | se učimo |
| Druga oseba  | se učiš | se učita | se učite |
| Tretja oseba | se uči  | se učita | se učijo |

##### Ženski spol (ona)
| učiti        | Ednina  | Dvojina  | Množina  |
| Prva oseba   | se učim | se učiva | se učimo |
| Druga oseba  | se učiš | se učita | se učite |
| Tretja oseba | se uči  | se učita | se učijo |

#### Prihodnjik

##### Moški spol (on)
| učiti        | Ednina        | Dvojina          | Množina          |
| Prva oseba   | se (bom) učil | se (bova) učila  | se (bomo) učili  |
| Druga oseba  | se (boš) učil | se (bosta) učila | se (boste) učili |
| Tretja oseba | se (bo) učil  | se (bosta) učila | se (bodo) učili  |

##### Ženski spol (ona)
| učiti        | Ednina         | Dvojina          | Množina          |
| Prva oseba   | se (bom) učila | se (bova) učili  | se (bomo) učile  |
| Druga oseba  | se (boš) učila | se (bosta) učili | se (boste) učile |
| Tretja oseba | se (bo) učila  | se (bosta) učili | se (bodo) učile  |

### Glagolski vid
Obstajata dva glagolska vida: dovršnik in nedovršnik. Dovršnik je v uporabi pri glagolu, ki označuje zaključeno delo, dogajanje ali stanje (npr. naredil), medtem ko se nedovršnik uporablja pri kontinuiteti dela, dogajanja oziroma stanja (npr. delal).
| dovršnik | nedovršnik |
| prišel   | prihajal   |

### Slovnični časi
Slovenščina loči štiri slovnične čase; predpreteklik, preteklik, sedanjik in prihodnjik.  Predpreteklik je v splošni uporabi skoraj izginil.
Prihodnjik in preteklik imata končnico -l, sedanjik pa končnico -i ali -je, odvisno od glagolskega vida. Predpreteklik se tvori z dodajanjem pomožnega glagola (biti) glagolu v pretekliku.
| svetiti (3. os. ed.) | predpreteklik | preteklik | sedanjik | prihodnjik |
| glagol               | je bil svetil | je svetil | sveti    | bo svetil  |

## Pridevnik
Pridevniki so besedna vrsta, ki dodajajo samostalniku, na katerega se nanašajo, lastnost. Slovenščina loči tri vrste pridevnikov: lastnostne, vrstne in svojilne.

### Lastnostni (Kakšen?)
Lastnostni pridevniki poimenujejo lastnost predmeta, pojma oz. osebe.
Ta pes je kosmat.

### Vrstni (Kateri?)
Vrstni pridevniki poimenujejo vrsto predmeta, pojma oz. osebe.
Ta žival se imenuje navadni jelen.

### Svojilni (Čigav?)
Svojilni pridevniki poimenujejo lastnika predmeta oz. pojma.
Ta torba je Janezova.

### Sklanjanje pridevnika
Pridevnike se sklanja, da se prilegajo samostalniku, ob katerim stojijo.
* V tožilniku ednine sta pri moškem spolu dve različici: osebe in živali se sklanja s končnico -ega (vidim lepega človeka), stvari (in rastline) pa tako kot v imenovalniku nimajo končnice oz. imajo ničto končnico (vidim lep-0 stol-0).
| Sklon \ število | Ednina         | Dvojina  | Množina  |  | Ednina        | Dvojina  | Množina  |  | Ednina       | Dvojina  | Množina  |
| --------------- | -------------- | -------- | -------- |  | ------------- | -------- | -------- |  | ------------ | -------- | -------- |
| Imenovalnik     | lep (moški)    | lepa     | lepi     |  | lepa (ženska) | lepi     | lepe     |  | lepo (drevo) | lepi     | lepa     |
| Rodilnik        | lepega         | lepih    | lepih    |  | lepe          | lepih    | lepih    |  | lepega       | lepih    | lepih    |
| Dajalnik        | lepemu         | lepima   | lepim    |  | lepi          | lepima   | lepim    |  | lepemu       | lepima   | lepim    |
| Tožilnik        | lepega / lep * | lepa     | lepe     |  | lepo          | lepi     | lepe     |  | lepo         | lepi     | lepa     |
| Mestnik         | o lepem        | o lepih  | o lepih  |  | o lepi        | o lepih  | o lepih  |  | o lepem      | o lepih  | o lepih  |
| Orodnik         | z lepim        | z lepima | z lepimi |  | z lepo        | z lepima | z lepimi |  | z lepim      | z lepima | z lepimi |

### Stopnjevanje pridevnika
Pridevnike se stopnjuje, da se izrazitost lastnosti v pridevnikih med seboj primerja. Obstajajo tri stopnje pridevnikov: osnovnik, primernik in presežnik.

### Obrazilno stopnjevanje
Obrazilno stopnjevanje se tvori s pomočjo pripone (-ši, -ji ali -ejši) in v presežniku še predpone naj-. Obrazilno se lahko stopnjujejo le lastnostni pridevniki.
| zloben       |
| zlobnejši    |
| najzlobnejši |

### Opisno stopnjevanje
Opisno stopnjevanje se tvori s prislovoma bolj za primernik in najbolj za presežnik.
| moder         |
| bolj moder    |
| najbolj moder |